# Белгија на Европском првенству у атлетици у дворани 2019.
Белгија је учествовала 35. Европском првенству у дворани 2019 који се одржао у Глазгову, Шкотска, од 1. до 3. марта. Ово је тридесет пето Европско првенство у атлетици у дворани од његовог оснивања 1970. на којем је Белгија учествовала, односно учествовала је на свим првенствима до данас. Репрезентацију Белгије представљало је 9 спортиста (7 мушкараца и 2 жене) који су се такмичили у 5 дисциплина (3 мушке и 2 женске).
На овом првенству Белгија је била 7 по броју освојених медаља са 2 медаље (једна златна и једна сребрна). У табели успешности према броју и пласману такмичара који су учествовали у финалним такмичењима (првих 8 такмичара) Белгија је са 6 финалиста заузела 13. место са 28 бодова.
| Пл. | Земља   | 1. место | 2. место | 3. место | 4. место | 5. место | 6. место | 7. место | 8. место | Бр. фин. Бод. |
| --- | ------- | -------- | -------- | -------- | -------- | -------- | -------- | -------- | -------- | ------------- |
| 13. | Белгија | 1-8      | 1-7      | –        | 1–5      | 1–4      | 1–3      | –        | 1–1      | 6-28          |

## Учесници
| Мушкарци: - Исмаел Дебјани — 1.500 м - Робин Хендрикс — 3.000 м - Жилијен Ватрен — 4 х 400 м - Дилан Борле — 4 х 400 м - Жонатан Борле — 4 х 400 м - Кевин Борле — 4 х 400 м - Томас ван дер Плецен — Седмобој | Жене: - Синтија Болинго Мбонго — 400 м, 4 х 400 м - Рене Ејкенс — 800 м - Хане Клас — 4 х 400 м - Марго Ван Пујвелде — 4 х 400 м - Камиле Лаус — 4 х 400 м - Claire Orcel — Скок увис - Хане Мауденс — Скок удаљ, Петобој |  |

## Освајачи медаља (2)

### Злато (1)
- Жилијен Ватрен, Дилан Борле, 
 Жонатан Борле, Кевин Борле — 4 х 400 м

### Сребро (1)
- Синтија Болинго Мбонго — 400 м

## Резултати

### Мушкарци
| Атлетичар                                               | Дисциплина | Лични рекорд | Квалификације   | Квалификације   | Полуфинале           | Полуфинале   | Финале               | Финале               | Детаљи |
| Атлетичар                                               | Дисциплина | Лични рекорд | Резултат        | Место           | Резултат             | Место        | Резултат             | Место                | Детаљи |
| ------------------------------------------------------- | ---------- | ------------ | --------------- | --------------- | -------------------- | ------------ | -------------------- | -------------------- | ------ |
| Исмаел Дебјани                                          | 1.500 м    | 3:39,91      | Дисквалификован | Дисквалификован |                      |              | Није се квалификовао | Није се квалификовао |        |
| Робин Хендрикс                                          | 3.000 м    | 7:53,89      | 7:58,14         | 7. у гр 2       | Није се квалификовао | 16 / 33 (34) |                      |                      |        |
| Жилијен Ватрен, Дилан Борле, Жонатан Борле, Кевин Борле | 4 х 400 м  | 3:02,51 НР   |                 |                 |                      |              | 3:06,27              |                      |        |

#### Седмобој
| Дисциплина   | Томас ван дер Плецен | Томас ван дер Плецен | Томас ван дер Плецен | Томас ван дер Плецен | Томас ван дер Плецен | Томас ван дер Плецен |
| Дисциплина   | Лич. рек.            | Рез.                 | Бод.                 | Плас.                | Укупно бод.          | Пласман              |
| ------------ | -------------------- | -------------------- | -------------------- | -------------------- | -------------------- | -------------------- |
| 60 м         | 7,13                 | 7,35                 | 762                  | 12.                  | 762                  | 12.                  |
| Скок удаљ    | 7,78                 | 7,57                 | 952                  | 4.                   | 1.714                | 10.                  |
| Бацање кугле | 14,32                | 13,76                | 714                  | 11.                  | 2.428                | 11.                  |
| Скок увис    | 2,13                 | 2,10 ЛР              | 896                  | 2.                   | 3.324                | 9.                   |
| 60 препоне   | 8,06                 | 8,29                 | 910                  | 7.                   | 4.234                | 8.                   |
| Скок мотком  | 5,50                 | 5,20                 | 972                  | 3.                   | 5.206                | 5.                   |
| 1.000 м      | 2:40,50              | 2:48,30              | 783                  | 7.                   | 5.989                | 6.                   |
| Укупно       | 6.259 НР             | -                    |                      |                      | 5.989                | 7 / 14 (16)          |

### Жене
| Атлетичарка                                                        | Дисциплина | Лични рекорд | Квалификације    | Квалификације   | Полуфинале            | Полуфинале            | Финале                | Финале  | Детаљи |
| Атлетичарка                                                        | Дисциплина | Лични рекорд | Резултат         | Место           | Резултат              | Место                 | Резултат              | Место   | Детаљи |
| ------------------------------------------------------------------ | ---------- | ------------ | ---------------- | --------------- | --------------------- | --------------------- | --------------------- | ------- | ------ |
| Синтија Болинго Мбонго                                             | 400 м      | 52,70 НР     | 52,60 КВ, НР, ЛР | 2. у гр. 7      | 51,62 КВ, НР, ЛР      | 1. у гр. 3            | 51,62 НР, ЛР          |         |        |
| Рене Ејкенс                                                        | 800 м      | 2:02,15      | 2:03,07 КВ       | 1. у гр. 4      | 2:02,85 КВ            | 2. у гр. 1            | 2:03,32               | 4 / 21  |        |
| Синтија Болинго Мбонго, Хане Клас, Марго Ван Пујвелде, Камиле Лаус | 4 х 400 м  | 4:14,42 НР   |                  |                 |                       |                       | 3:32,46 НР            | 5 / 6   |        |
| Claire Orcel                                                       | Скок увис  | 1,90         | 1,85             | 10. у гр. А     |                       |                       | Није се квалификовала | 20 / 26 |        |
| Хане Мауденс                                                       | Скок удаљ  | 6,53         | Није стартовала  | Није стартовала | Није се квалификовала | Није се квалификовала |                       |         |        |

#### Петобој
| Дисциплина   | Хане Мауденс | Хане Мауденс | Хане Мауденс | Хане Мауденс | Хане Мауденс | Хане Мауденс |
| Дисциплина   | Лич. рек.    | Резултат     | Бод.         | Плас.        | Укупно       | Плас.        |
| ------------ | ------------ | ------------ | ------------ | ------------ | ------------ | ------------ |
| 60 м препоне | 8,59         | 8,59 =ЛР     | 997          | 10.          | 997          | 10.          |
| Скок увис    | 1,81         | 1,75         | 916          | 9.           | 1.913        | 11.          |
| Бацање кугле | 13,95        | 13,04        | 730          | 11.          | 2.643        | 12.          |
| Скок удаљ    | 6,53         | 6,33         | 953          | 5.           | 3.596        | 9.           |
| 800 м        | 2:13,98      | 2:18,47      | 844          | 8.           | 4.870        | 8.           |
| Петобој      | 4.569        |              |              |              | 4.440        | 8 / 10 (12)  |